# Uran-235
Uran-235 je izotop uranu, jež tvoří asi 0,72 % přírodního uranu. Na rozdíl od běžnějšího uranu-238 je štěpitelný, jde o jediný přírodní štěpitelný nuklid. Umělé zvyšování podílu tohoto izotopu pro jaderné účely se nazývá obohacování uranu.
Uran-235 objevil roku 1935 Arthur Jeffrey Dempster.

## Fyzikálně-chemické vlastnosti
Tento nuklid přirozeně vzniká z nuklidů 235Pa, 235Np nebo 239Pu. Jeho vazebná energie jádra je 1 783,870 285 ± 0,001 996 MeV (7,590 937 382 MeV na nukleon). Tento nuklid má poločas rozpadu 704 milionů let. Jeho účinný srážkový průřez pro pomalé neutrony má hodnotu asi 504,81 barnů. Pro rychlé neutrony je jeho hodnota přibližně 1 barn. Většina, ale ne všechny absorpce neutronů skončí štěpením, při některých vznikne uran-236.

## Štěpení

Štěpení uranu-235 na baryum-141 a krypton-92 (uvolňují se 3 neutrony)

Při štěpení jednoho atomu 235U se uvolní asi 202,5 MeV (3,244×10−11 J) energie, čemuž odpovídá 19,54 TJ/mol nebo 83,14 TJ/kg. Jeden z mnoha způsobů štěpení je následující:
 1
0 n +  235
92 U →  141
56 Ba +  92
36 Kr + 3  1
0 n

## Jaderné zbraně

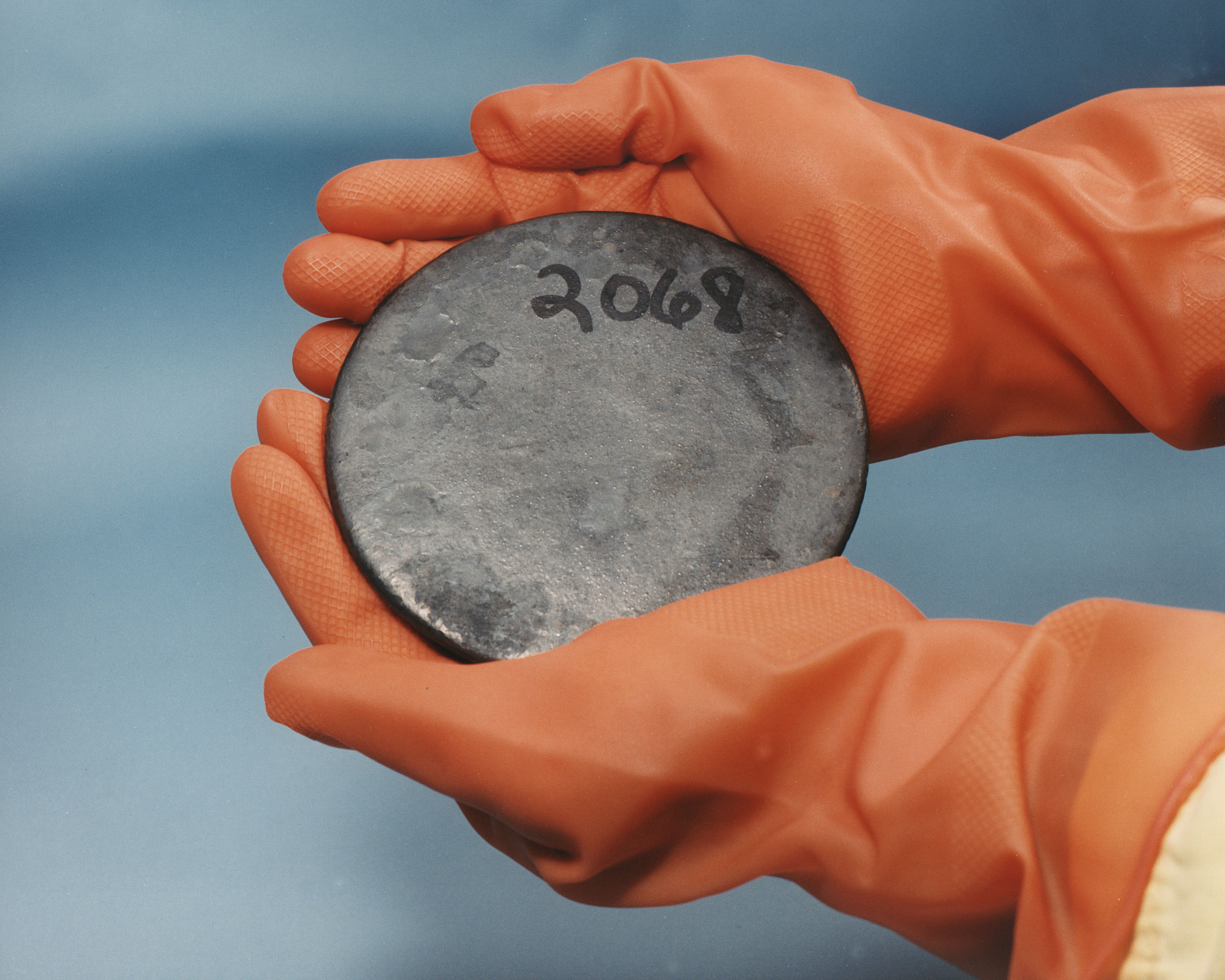
Vysoce obohacený uran, který byl získán z odpadu zpracovaného v objektu Y-12 National Security Complex.

Jaderná zbraň Little Boy svržená na Hirošimu 6. srpna 1945 obsahovala vysoce obohacený uran. Nominální kritická hmotnost pro neupravenou zbraň je asi 56 kg, což odpovídá kouli o průměru 17,32 cm. Potřebný materiál by měl obsahovat alespoň 85 % 235U, s každým snížením obsahu tohoto izotopu kritické množství prudce vzrůstá.